# Breguet 17
O Breguet 17 é um modelo de avião de caça produzido pela Breguet.
O protótipo do 17 Breguet lutador de dois lugares voou no verão de 1918. A Breguet havia sido destinada a produzir pelo menos 1.000 aviões da série em 1919, mas como as ordens de armistício foram cortados e a falta de urgência resultou em menos de 100 aviões sendo construídos durante os anos 1920.
O Bre.17 era uma aeronave muito eficaz para o seu tempo. Ele representou um Bre.14 em escala reduzida, mas era mais compacto e teve maior poder. Como o Bre.14 era uma extensão desigual de dois-bay biplano, mas foi alimentado por um motor Renault 313kW 12K e teve um desempenho muito melhor. Ailerons foram montados para a ala superior e só foram chifre equilibrada. O protótipo foi testado como uma noite de caça, mas não há notícias do lugar.
A aeronave era alimentada pelo motor Renault 12KI de poder um pouco maior, e era revestísto por superfícies verticais na cauda. O leme tinha contornos arredondados e era chifre-baianced. um armamento poderoso estava previsto para o período, incluindo gêmeos Vickers metralhadoras montadas no topo da carenagem do motor e sincronizado ao fogo através do disco da hélice, twin Lewis armas carried.pn uma montagem de anel no cockpit do observador, e uma arma Lewis terceira que podia disparar para baixo e sob a cauda através de uma armadilha no chão da fuselagem. Bre.17s voou com um número de escadrilles francesas, mas não formam o equipamento único de uma única unidade.

## Especificações
Dados de: Taylor, WAIF.
Descrições gerais
- Tripulação: 2 - piloto e observador.
- Comprimento: 8,10 m (27 ft)
- Envergadura: 14,28 m (47 ft)
- Altura: 3,42 m (11 ft)
- Área alar: 43,3 m² (466 ft²)
- Peso bruto (carregado): 1 840 kg (4 060 lb)

Motorização
- Número de motores: 1x
- Tipo do motor: Motor a pistão
- Fabricante/modelo: Renault 12K1
- Potência por motor: 450 hp (336 kW)

Performance
- Velocidade máxima: 218 km/h (135 mph)
- Razão de subida: 5,8 m/s
- Tecto de serviço: 7 500 m (24 600 ft)

Armamentos
- Metralhadoras/canhões: 

  - 2x Vickers de 7,7 mm (0,303 in)
  - 3x Lewis de 7,7 mm (0,303 in)